# Sídliště Za Kapličkou
Sídliště Za Kapličkou je název sídelního útvaru nacházejícího se v jihočeském Písku. Je ohraničen ulicemi Budějovická, Šobrova a Budovatelská a tvoří ho několik dlouhých bytovek, garáže, nákupní centrum, mateřská školka, dětské hřiště a uprostřed novější paneláky. Nachází se zde také plastika nazvaná Podíl mladých lidí-rodin při řízení výstavby od J. Malého a Jiřího Ptáčka z roku 1977.

## Galerie

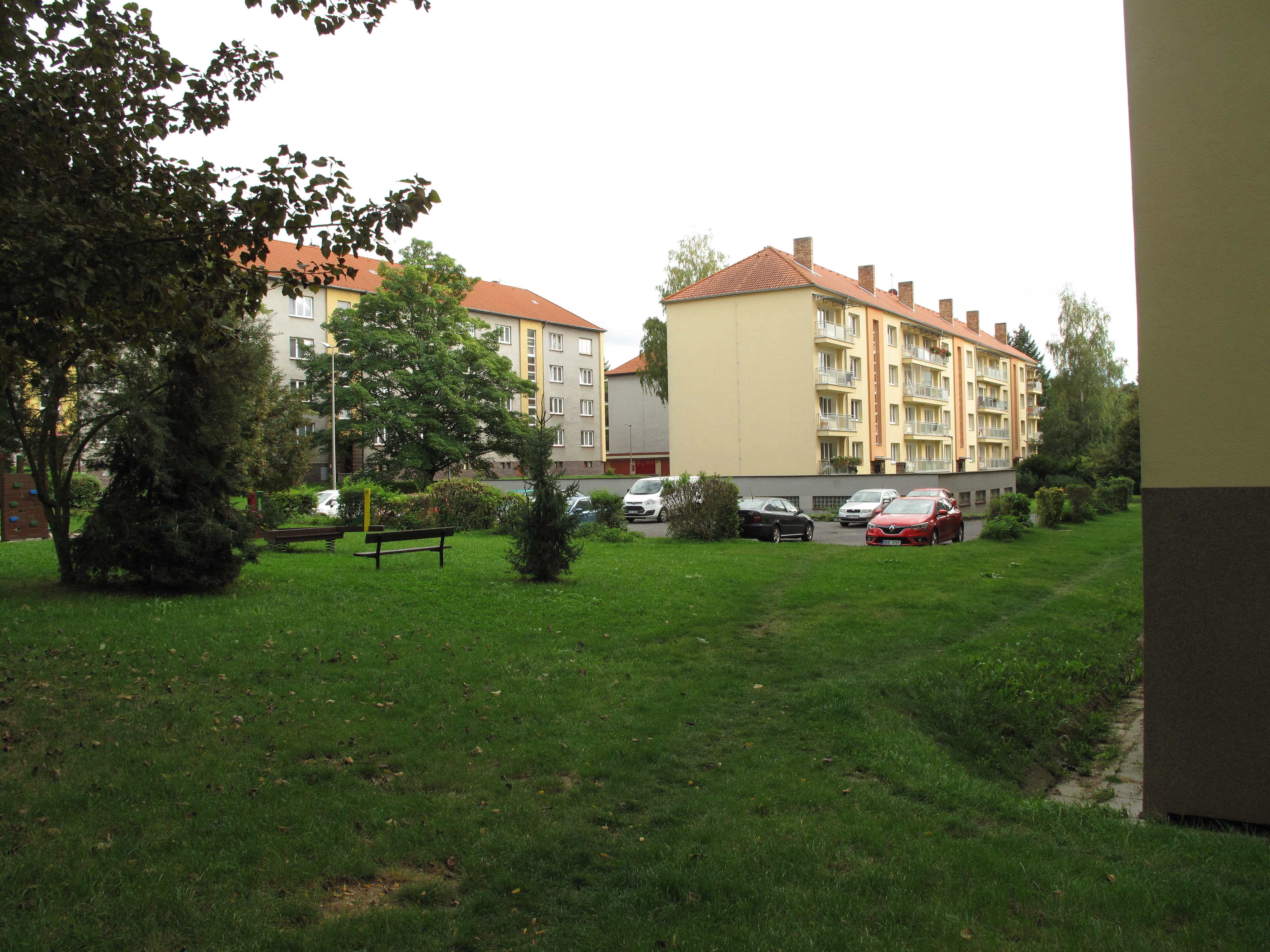
Pohled do sídliště na bytovky
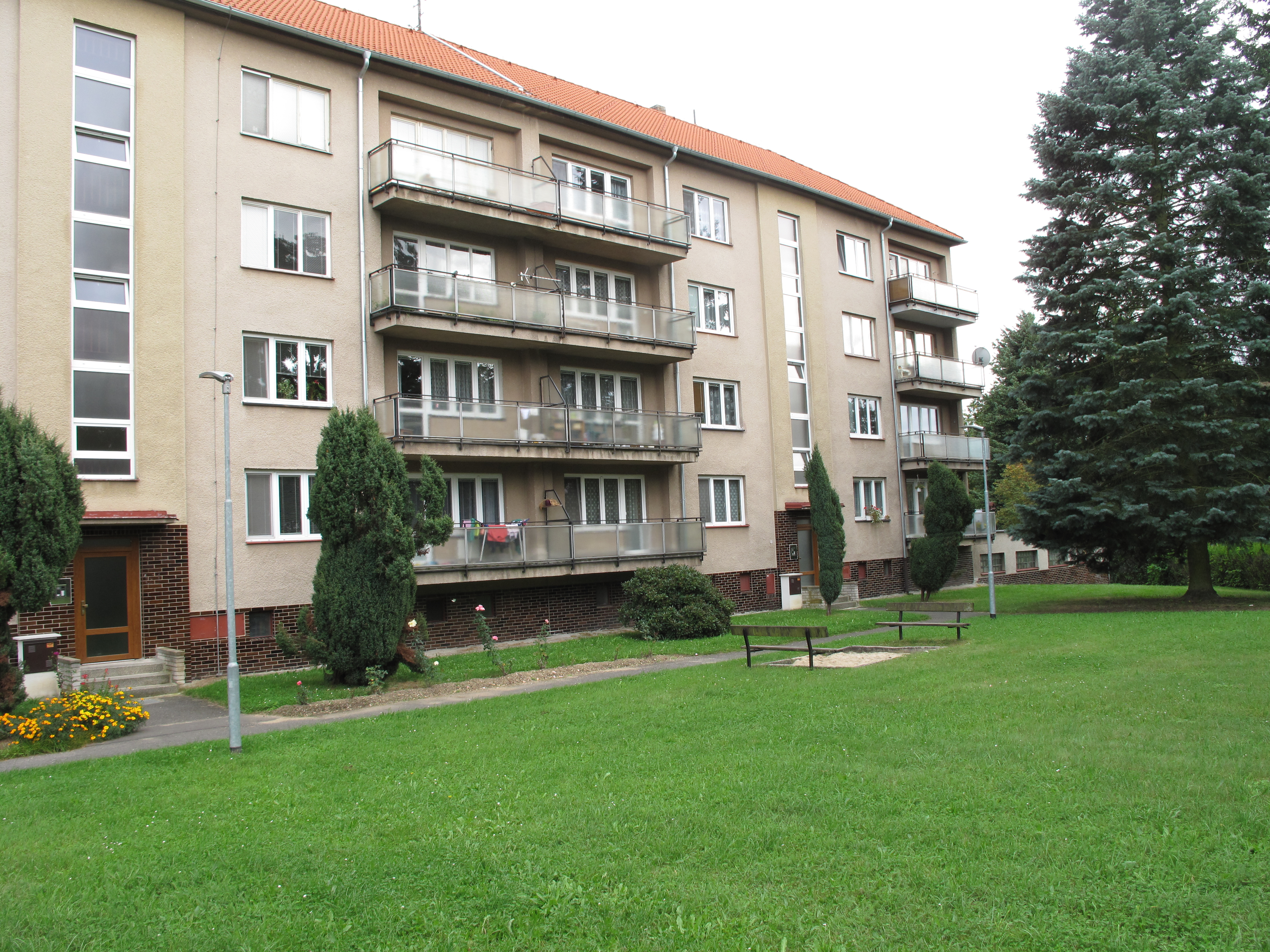
Jedna z bytovek s balkony
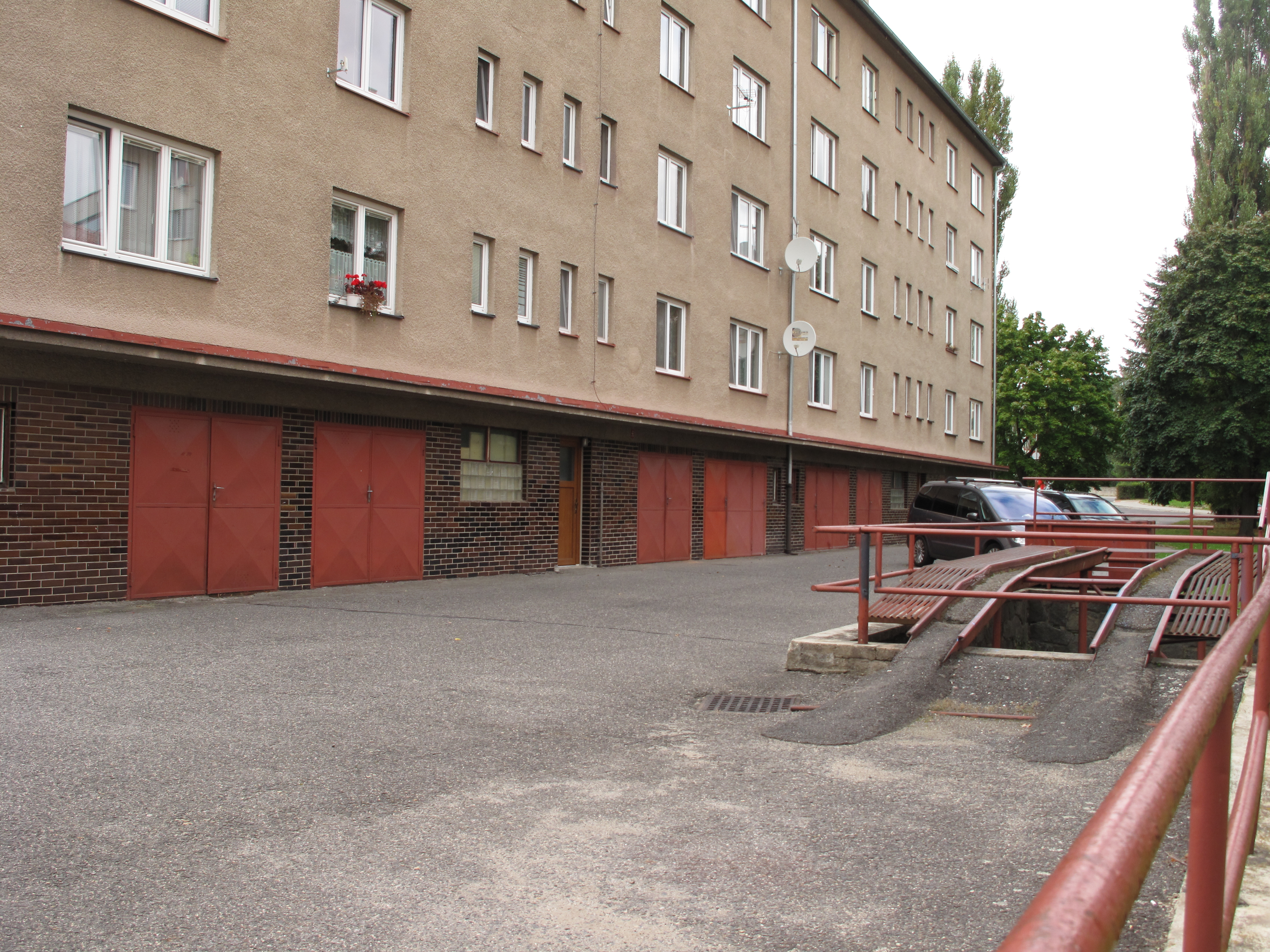
Protilehlá část bytovky s garážemi a plošinou pro opravy auta
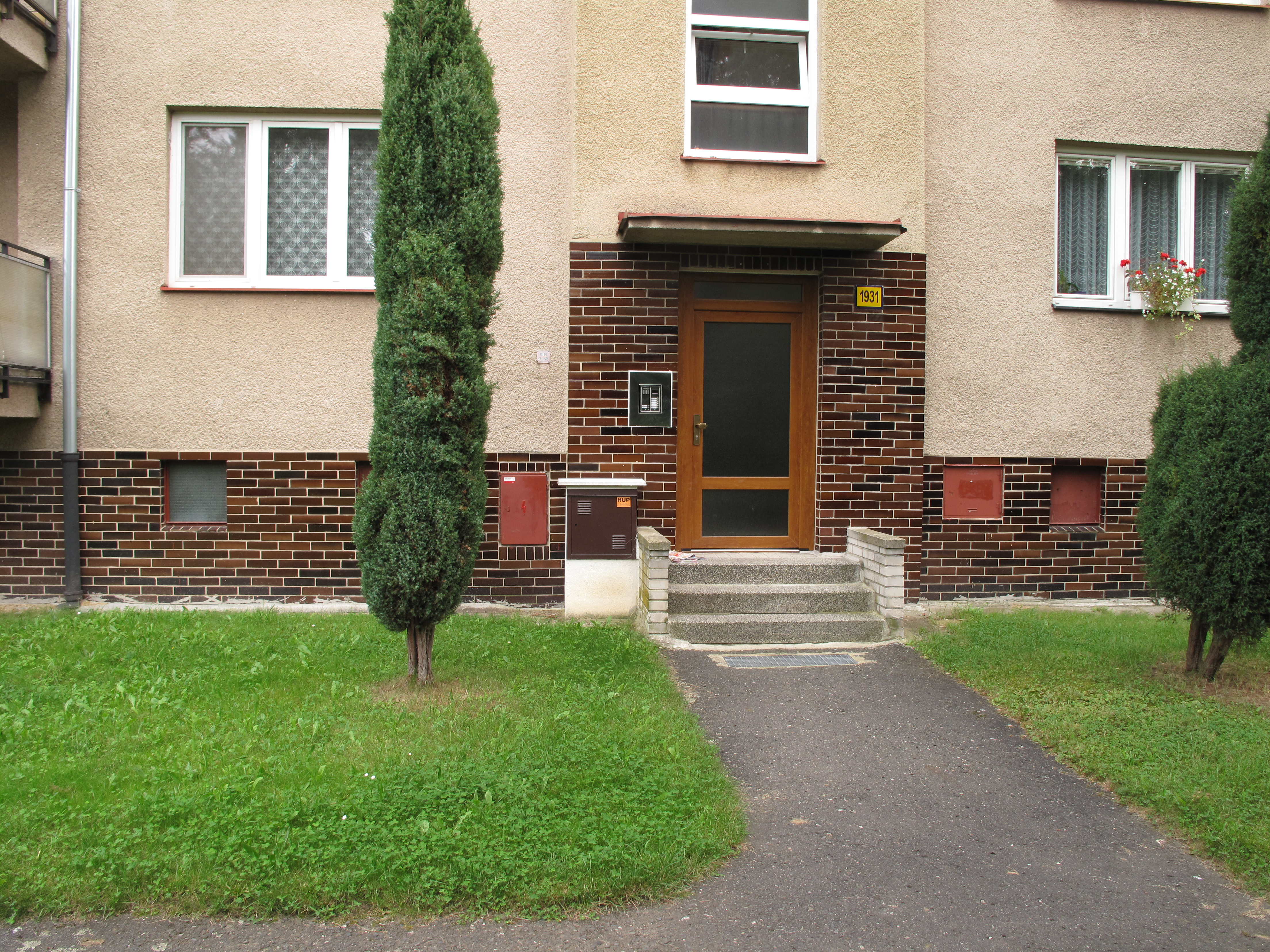
Vstup do bytovky obložený kabřincem
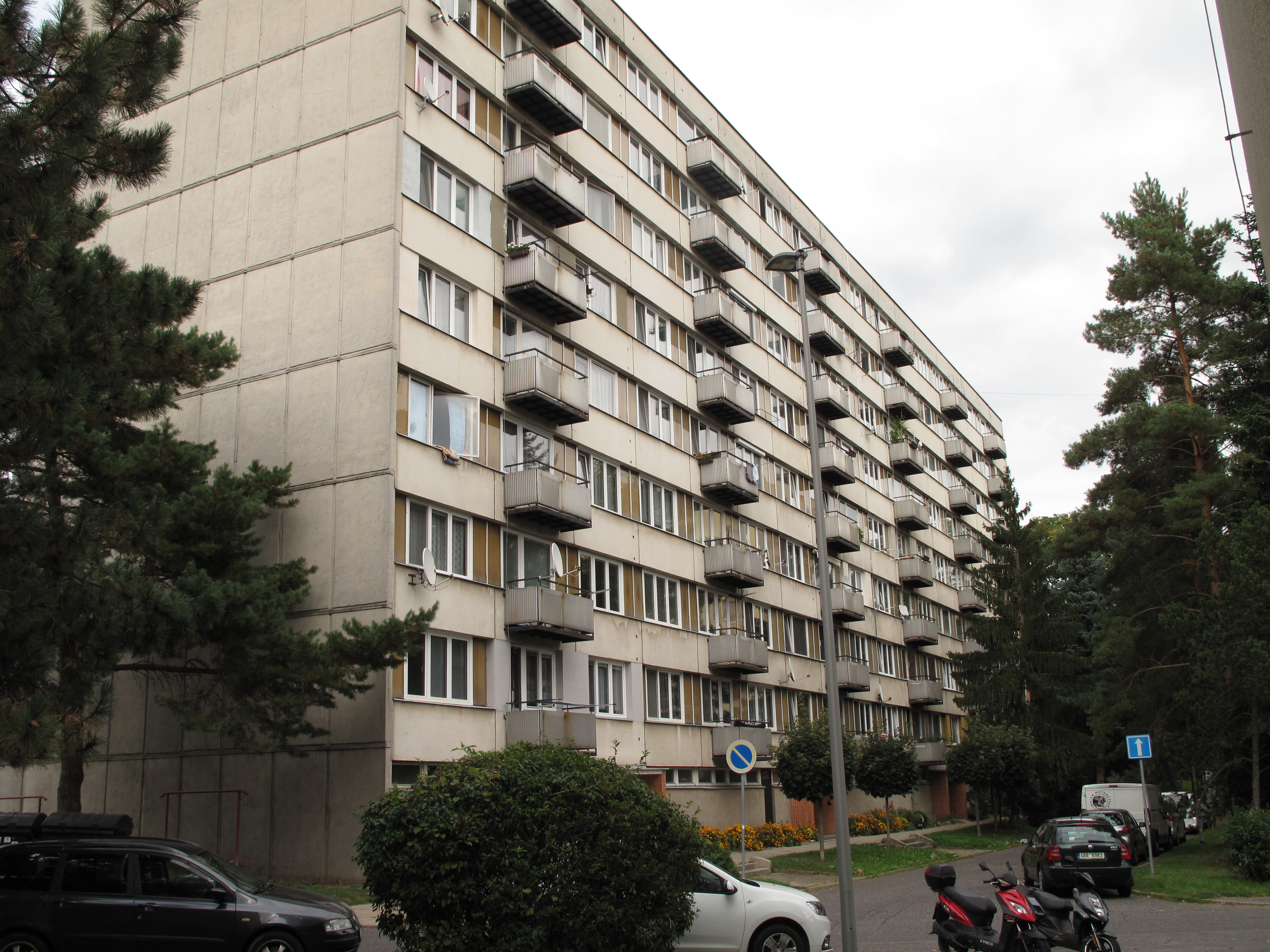
Jeden z panelových domů
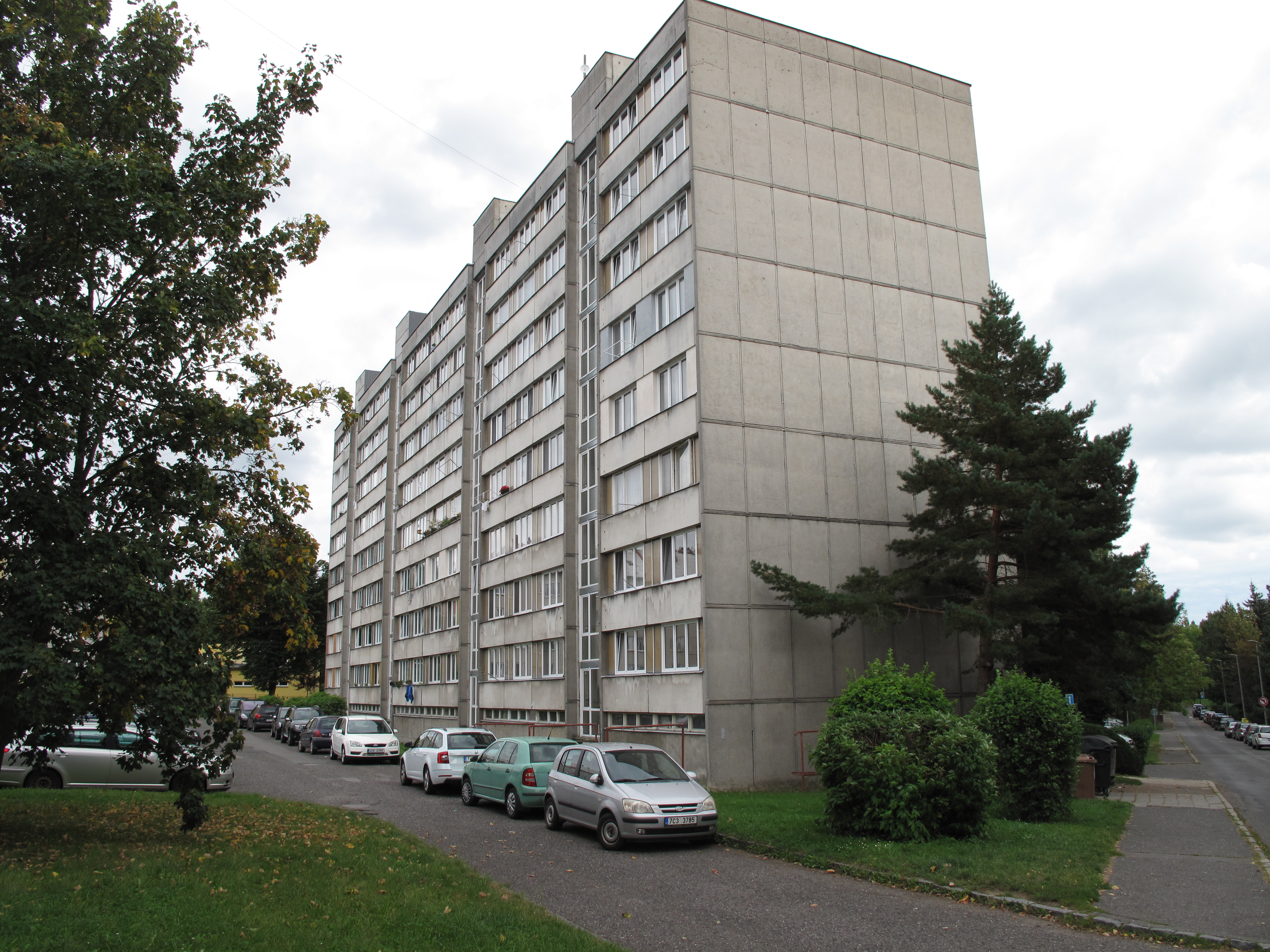
Obrácená část paneláku
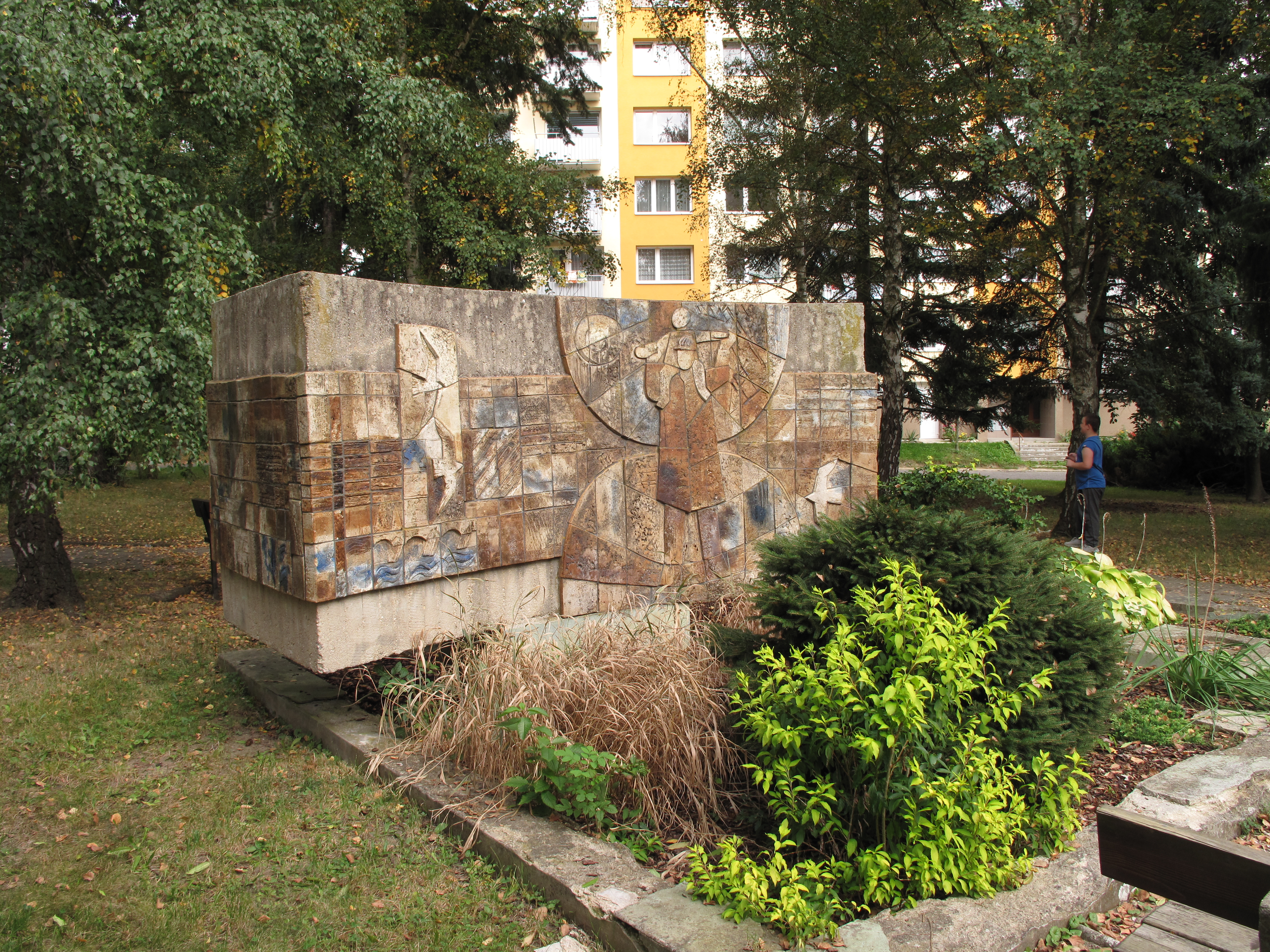
Keramická plastika před paneláky